# Trésor de Martynivka
Le trésor de Martynivka (en ukrainien : Мартинівський скарб, Martynivsky skarb) est un trésor composé de 116 objets en argent (pesant environ 3 kg) trouvé après 1905, dans le village de Martynivka dans l'Empire russe (le village est actuellement situé dans l'oblast de Tcherkassy en Ukraine).
Le trésor est séparé et conservé dans trois musées, le musée national de l'histoire de l'Ukraine et le Musée du Trésor national de l'histoire de l'Ukraine à Kiev, et le British Museum à Londres. Les objets sont datés approximativement des VIe-VIIe siècles après J.C.

## Découverte
La date exacte de la découverte du trésor est inconnue, probablement après 1905. Le musée de la Ville de Kiev acquiert une partie du trésor en trois temps, en 1909, 1913 et 1914, tandis qu'une autre partie est achetée par le British Museum en 1912.

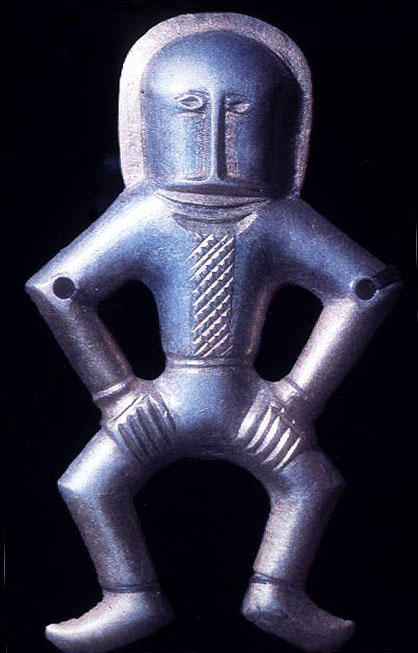
L'une des figurines trouvées représentant une personne portant une chemise brodée et un casque.

## Description
Le Trésor de Martynivka est composé dans son état actuel de 117 pièces correspondant à au moins 108 objets, d'un poids de 3,3 kilogrammes. Ces objets peuvent être répartis en trois grandes catégories : objets féminins, principalement des bijoux, objets masculins, notamment des parties de harnachement de cheval et des fragments d'arme, et objets d'attribution indéterminée, tels que de la vaisselle byzantine.
Le trésor comprend quatre figurines anthropomorphes en argent représentant des « hommes dansants » (les journaux ukrainiens les qualifient parfois d'« extraterrestres » en raison de leurs apparences inhabituelles ), cinq figurines d'animaux, trois fibules, une broche à tête rayonnée, six brassards, diadèmes, boucles d'oreilles, colliers en anneau, boucles, accessoires de ceinture et harnais pour chevaux. Le style des figurines est parfois considéré comme ayant été influencé par les Huns, proto-bulgares ou Avars.
Les neuf pièces anthropomorphes et zoomorphes (dont un hippopotame) sont généralement interprétées comme étant un décor de selle, bien qu'elles aient pu aussi être un décor de bouclier.
Deux des pièces byzantines datent de la deuxième moitié du VIe siècle, et les pièces les plus récentes du trésor de la première moitié du VIIe siècle.  Le trésor en lui-même a pu être enfoui à la fin du VIIe ou au début du VIIIe siècle, au moment de la disparition de la culture de Pen'kovka (en).

## Interprétations
Les études du trésor de Martynivka ont mis en avant différents aspects culturels, ce qui rend difficile toute interprétation définitive : influence gothique ou germanique, culture byzantine provinciale, ou culture locale telle celle des Antes ou la culture de Pen'kovka.